# محمد جديدي
محمد جديدي (10 سبتمبر 1978 قرمبالية تونس - ) هو لاعب كرة قدم تونسي يلعب كلاعب وسط، شارك في الألعاب الأولمبية الصيفية 2004.

## روابط خارجية
- محمد جديدي على موقع الاتحاد الدولي (مؤرشف)  (الإنجليزية)
- محمد جديدي على موقع قاعدة بيانات كرة القدم.إي يو (الإنجليزية)
- محمد جديدي على موقع ناشيونال فوتبول تيمز (الإنجليزية)
- محمد جديدي على موقع أوليمبيديا (الإنجليزية)